# 緒方信一郎
緒方 信一郎（おがた しんいちろう、1933年〈昭和8年〉9月9日 - 2022年〈令和4年〉3月28日）は、日本の自治官僚。位階は従三位。国立国会図書館館長（第11代）、衆議院事務総長（第11代）、日本道路公団総裁（第8代）。埼玉県出身。

## 来歴・人物
1956年に東京大学法学部を卒業し、同年に自治省に入省した。1987年3月に衆議院事務次長に就任し、1989年6月に衆議院事務総長に就任し、1994年6月をもって退官。1994年7月から1998年6月までに国立国会図書館館長を務め、1998年7月から2000年6月までに日本道路公団総裁を務めた。
2003年11月には瑞宝大綬章を受章した。
2022年3月28日心不全のために死去。88歳没。
弟は、緒方謙二郎（資源エネルギー庁長官、川崎重工業副社長）